# 渡邊愛蓮
渡邊愛蓮（2003年4月18日—）是一名日本女子高山滑雪運動員，主攻迴轉項目。2025年，她獲得亞洲冬季運動會女子迴轉項目銅牌。

## 外部連結
- 渡邊愛蓮的Instagram帳戶
- Eren Watanabe在FIS (alpine)（英语）